# JR貨物UF40A形コンテナ
| スタブアイコン | サブスタブ | この項目は、まだ閲覧者の調べものの参照としては役立たない、鉄道に関連した書きかけの項目です。この項目を加筆・訂正などしてくださる協力者を求めています（P:鉄道/PJ:鉄道）。 |

UF40A形コンテナ（UF40Aがたコンテナ）は、日本貨物鉄道（JR貨物）輸送用として籍を編入している30ft私有コンテナ（冷凍コンテナ）である。
1988年度から製造された。
形式の数字部位 「 40 」は、コンテナの容積を元に決定される。このコンテナ容積40㎥の算出は、厳密には端数四捨五入計算の為に、内容積39.5 - 40.4㎥の間に属するコンテナが対象となる。
また形式末尾のアルファベット一桁部位 「 A 」は、コンテナの使用用途（主たる目的）が 「 普通品の輸送 」を表す記号として付与されている。